# Speed (2007)
Speed ist ein indischer Actionthriller von Vikram Bhatt aus dem Jahr 2007.

## Handlung
Sandeep „Sandy“ Malhotra reist nach London, um seiner Freundin Sanjana seine Liebe zu beweisen, da er sie schließlich auch heiraten will. Gerade als er dabei ist Sanjana zur Heirat zu überreden, bekommt er einen Anruf von einer unbekannten Frau: Richa Varma. Sie ist die Ehefrau des MI5-Agenten Siddharth, der gerade einen geheimen Code entschlüsseln will.
Die Terroristen Kabir Khan und seine Assistentin Monica, sowie weitere Komplizen, entführen Richa und sperren sie in einem Dachboden ein. Mit einem defekten Telefon gelang es Richa Kontakt zur Außenwelt zu nehmen und landet bei Sandy, den sie dringend um Hilfe bittet.
Die Schurken erpressen Siddharth mit dem Tod seiner Frau, wenn er das Lösegeld nicht bereithält und wenn er nicht die indische Premierministerin erschießt, die in London zu Besuch ist.
Nach langem Hin und Her kann Sandy Richa retten und den Anschlag verhindern. Die Premierministerin bedankt sich höchstpersönlich bei Sandy.

## Musik
| Songtitel   | Sänger/in              |
| ----------- | ---------------------- |
| Tikhi Tikhi | Joy                    |
| Wanna Wanna | Shaan, Sunidhi Chauhan |
| Loving You  | Sonu Nigam             |
| Hello       | Shaan, Sunidhi Chauhan |